# Station Streethouse
Streethouse is een spoorwegstation van National Rail in Streethouse, Wakefield in Engeland. Het station is eigendom van Network Rail en wordt beheerd door Northern Rail. Het station is geopend in 1992.